# Адамова глава
Адамова глава или мртвачка глава (њем. Totenkopf) је симболична слика људске лобање испод које леже двије укрштене кости. Користи се као симбол смрти и неустрашивости, а обично се приказује бијелом или сребрном бојом на црној подлози.

## Извори симболизма
Људска лобања је знак смрти и пролазности живота (лат. Memento mori) из античког времена. Лобања, самостално и као дио сложеније композиције је један од најчешћих уметничких предмета.

## Хришћански коријени
За лобању са укрштеним костима у руској култури се користи назив „Адамова глава“ и има хришћанско поријекло. Према предању, Адамови остаци се налазе на Голготи, гдје је било распеће Христово. Према православном учењу, крв Христова по провиђењу Божијем спрала Адамову лобању у име цијелог човјечанства од гријехова скрнављења дајући му могућност спасења. На тај начин Адамова глава има симболично значење ослобођења од смрти и спасења у хришћанском смислу.
Слика лобање је дио многих варијанти распећа или крста, на примјер примјењује се на православној монашкој схими.

## Војна употреба
Током историје, „Мртвачку главу“ су користиле британска, француска, финска, бугарске, мађарска, њемачка, аустријска, италијанска и руска војска, углавном коњица, авијација, јуришне и тенковске јединице, специјалне америчке снаге и многи други. У њемачким државама Пруској и Брауншвајг-Линебург су постојале коњичке и пјешадијске јединице са симболима лобање и костију на шљемовима. Од средине 18. вијека симболика смрти је била посебно популарна у војскама широм Западне Европе. Тиме је постављен темељ каснијим руским, чешким, њемачки и другим „ударним трупама“.
Први пут као дио војне униформе почела је да се користи средином 18. вијека у хусарским пуковима пруске војске Фридриха Великог („Хусари са мртвачком главом“ - њем. Totenkopfhusaren). Облик пруских хусара: црне чакшире, долман и ментик и црна капа-мирлитон (њем. Fluegelmuetze) са сребрном лобањом и костима, симболизовала је мистичну унију рата и смрти на бојном пољу.
Симболика „смрти-бесмртности“ је настала у 18. вијеку и у британској војсци - наиме, у 17. уланском пуку, у знак сјећања на генерала Џејмса Вулфа, који је убијен током Седмогодишњег рата са Французима у Квебеку 1759. године. Током Кримског рата 1855. године послије самоубилачког напада британске бригаде на руску пјешадију и артиљерију током битке код Балаклаве, симбол „мртвачке главе“ попримио је на посебној важности. Лобања и кости су биле на укрштеним врховима копља, а испод лента са натписом „(СМРТ) ИЛИ СЛАВА“ (енгл. (DEATH) OR GLORY) (након неког времена врхови копља су уклоњени са амблема, док су лобања и кости остале).
Црна легија која се борила против Француза све до битке код Ватерлоа 1815. године војводе Браусвика носила је амблем „Адамове главе“ (од кога и води поријекло амблем лобање и кости „браунсвишког типа“). „Мртвачка глава“ је била симбол хусара смрти (фр. Hussards de la Mort) француских емиграната-ројалиста, бораца против револуционарног режима.